# Oleksandr Moroz
Pour les articles homonymes, voir Moroz.
Oleksandr Oleksandrovytch Moroz (en ukrainien : Олександр Олександрович Мороз), né le 29 février 1944, est un homme politique ukrainien.
Ancien communiste, il est longtemps président du Parti socialiste d'Ukraine et se présente aux élections présidentielles de 1994, 1999, 2004, 2010 et 2019. Il préside à deux reprises la Verkhovna Rada entre 1994 et 2007.

## Biographie

### Enfance
Il naît le 29 février 1944 à Buda, un village situé dans le district de Tarachtchansky (dans l'oblast de Kiev).

### Carrière professionnelle
Après avoir été gradé de l'école locale en 1960 et de l'Académie d'agriculture de l'URSS, Oleksandr Moroz devient ingénieur mécanique. Il exerce plusieurs emplois : il est notamment ingénieur et professeur pendant douze ans.

### Parcours politique
Oleksandr Moroz est membre du Parti communiste de l'Union soviétique (PCUS) de 1972 à 1991. Au sein du parti, il passe progressivement de la place de premier secrétaire du comité de la région locale à la tête du comité de l'oblast de Kiev et du comité syndical de l'oblast.
En 1991, il est à l’origine de la fondation du Parti socialiste d'Ukraine (SPU), dont il devient président. Il est candidat de ce parti aux élections présidentielles de 1994, 1999, 2004 et 2010 : il arrive troisième en trois reprises, obtenant jusqu’à 13,3 % lors de sa première candidature. Il est président de la Verkhovna Rada (Parlement) d'Ukraine de 1994 à 1998 et de 2006 à 2007.
Il quitte la présidence du SPU en 2012 et se présente à l’élection présidentielle de 2019 sous les couleurs de son propre parti, le Parti socialiste d'Ukraine d’Oleksandr Moroz, tandis que le PSU soutient son président, Illia Kyva. À quatre jours du premier tour, il annonce le retrait de sa candidature, invoquant la préparation de fraudes électorales massives ; sa décision intervenant après la date limite de retrait des candidatures, son nom reste sur les bulletins de vote.

## Résultats électoraux

### Élections présidentielles
| Année | Premier tour | Premier tour | Premier tour |
| Année | %            | Rang         |              |
| ----- | ------------ | ------------ | ------------ |
| 1994  | 13,3         | 3e           |              |
| 1999  | 11,8         | 3e           |              |
| 2004  | 5,8          | 3e           |              |
| 2010  | 0,4          | 11e          |              |
| 2019  | 0,06         | 26e          |              |